# 타이베이시
타이베이시(영어: Taipei, 중국어 정체자: 臺北市/台北市, 간체자: 台北市, 병음: Táiběi Shì, 한자음: 대북시, 주음 부호: ㄊㄞˊㄅㄟˇㄕˋ) 또는 타이페이시(웨이드-자일스: T'ai-pei, 영어: Taipei)는 대만 북부에 위치한 도시로,  대만의 수도이자 최대도시이다. 면적은 272km2이며 인구는 약 269만 명이다.

## 역사
타이베이는 18세기 이전까지는 고산족(케타갈란족)의 거주지였다. 1709년부터 주로 푸젠성의 한족이 타이베이 분지에 정착하기 시작했다. 19세기 말에 타이베이 지역은 대만 북부의 한족의 주요 거주지가 되었고 차 무역 등의 해외 무역이 활발해지면서 단수이는 해외 무역항의 하나로 지정되었다. 1875년에 대만 북부는 타이완/대만부(臺灣府)로 분리되었다. 성내로 알려진 완화/만화(萬華)와 다다오청/대도정(大稻埕)은 번영하였고 행정 관청들이 이곳에 세워졌다. 1875년부터, 일본의 통치가 시작된 1895년까지 타이베이는 타이베이부 단수이현에 속했고 부청 소재지였다. 1886년에는 타이완성이 설치되었고 타이베이는 성도가 되었다. 1894년에 타이베이는 대만의 공식적인 수도가 되었다. 청나라 때의 옛 유적들은 주로 북문 주변에 남아있다. 서문과 성벽은 일본에 의해 파괴되었고 남문과 동문은 국민당에 의해 광범위하게 개발되어 옛 모습을 잃어버렸다.
1895년의 청일전쟁에서 청이 일본에 패하면서 시모노세키 조약에 의해 대만은 일본의 영토가 되었다. 일본으로 넘어간 후에 타이베이는 일본어로 다이호쿠라 불렸고 대만총독부의 정치적 중심 역할을 하였다. 행정 중심지가 되면서 도시에는 많은 새로운 관청과 공무원의 주택이 생겨났다. 중화민국 총통부를 포함한 타이페이의 많은 건물들은 일본 점령기에 세워진 것이다.
일본 점령기에 타이베이는 완화, 다다오청 등을 포함하는 다이호쿠현의 일부가 되었다. 1938년에 동쪽의 마쓰야마(松山；쑹산)가 다이호쿠에 편입되었다. 1945년에 태평양전쟁에서 패한 일본이 결국 항복하면서 대만의 광복과 함께 다시 타이베이시로 개칭되었다. 이후 타이완 성장의 임시 관청이 타이베이시에 세워졌고 타이베이는 점차 확장하였다.
1967년 7월 1일에 직할시가 되어 성에 준하는 권한을 가지게 되었다. 이듬해에 타이베이는 다시 확장해 스린, 베이터우, 네이후, 난강, 징메이, 무자를 합병하였다. 이 때에 도시의 총면적은 주변의 진과 향을 합병해 4배로 늘어났고 인구는 156만 명으로 증가했다.
도시의 인구는 1960년대 초에 100만 명을 넘었고 1967년 이후 급격히 팽창해 1970년대 중반에 200만 명을 넘어섰다. 1990년대 중반 이후 시역 내의 인구 증가는 점차 둔화되었지만 타이베이는 여전히 세계에서 가장 인구밀도가 높은 도시 중 하나이고 도시 주변 지역의 인구 증가는 계속되었다. 1990년에 타이베이의 16개 구는 현재의 12개 구로 통합되었다.

## 지리
타이베이는 대만 북쪽의 타이베이 분지에 위치한다. 남쪽으로 신뎬시/신점계(新店溪), 서쪽으로 단수이강와 경계를 접한다. 서쪽은 대체로 낮은 평야이고 남쪽과 동쪽, 북쪽을 향해 경사져 있으며 특히 북쪽에는 대만에서 가장 높은 화산이자 양밍산으로 지정되어 있는 해발 1,120m의 치싱산이 있다. 시 북쪽의 스린구와 베이터우구는 지룽허의 북쪽에 위치하며 양밍산 국가공원과 접한다. 타이베이시는 대만의 25개 시와 현 중에서 16번째의 면적을 가지고 있다.

### 기후
타이베이는 온난 습윤 기후(쾨펜의 기후 구분 Cfa)에 속한다. 연평균 기온은 23.6 °C이고 여름 평균 기온은 29.4 °C, 겨울 평균 기온은 16 °C이다. 여름은 습하고 이따금 폭풍과 태풍을 동반하는 반면에 겨울은 짧고 온화하다.
대만은 태평양 연안에 위치해 있기 때문에 6월부터 10월까지는 태풍의 영향을 받는다.
| 타이베이시의 기후                                                           | 타이베이시의 기후 | 타이베이시의 기후 | 타이베이시의 기후 | 타이베이시의 기후 | 타이베이시의 기후 | 타이베이시의 기후 | 타이베이시의 기후 | 타이베이시의 기후 | 타이베이시의 기후 | 타이베이시의 기후 | 타이베이시의 기후 | 타이베이시의 기후 | 타이베이시의 기후 |
| 월                                                                          | 1월               | 2월               | 3월               | 4월               | 5월               | 6월               | 7월               | 8월               | 9월               | 10월              | 11월              | 12월              | 연간              |
| --------------------------------------------------------------------------- | ----------------- | ----------------- | ----------------- | ----------------- | ----------------- | ----------------- | ----------------- | ----------------- | ----------------- | ----------------- | ----------------- | ----------------- | ----------------- |
| 역대 최고 기온 °C (°F)                                                      | 33.8 (92.8)       | 31.8 (89.2)       | 35.0 (95.0)       | 36.2 (97.2)       | 38.2 (100.8)      | 38.9 (102.0)      | 39.7 (103.5)      | 39.3 (102.7)      | 38.6 (101.5)      | 36.8 (98.2)       | 34.3 (93.7)       | 31.5 (88.7)       | 39.7 (103.5)      |
| 일평균 최고 기온 °C (°F)                                                    | 19.6 (67.3)       | 20.7 (69.3)       | 22.9 (73.2)       | 26.7 (80.1)       | 30.1 (86.2)       | 32.9 (91.2)       | 35.0 (95.0)       | 34.4 (93.9)       | 31.6 (88.9)       | 27.8 (82.0)       | 24.9 (76.8)       | 21.1 (70.0)       | 27.3 (81.1)       |
| 일일 평균 기온 °C (°F)                                                      | 16.6 (61.9)       | 17.2 (63.0)       | 19.0 (66.2)       | 22.5 (72.5)       | 25.8 (78.4)       | 28.3 (82.9)       | 30.1 (86.2)       | 29.7 (85.5)       | 27.8 (82.0)       | 24.7 (76.5)       | 22.0 (71.6)       | 18.2 (64.8)       | 23.5 (74.3)       |
| 일평균 최저 기온 °C (°F)                                                    | 14.4 (57.9)       | 14.7 (58.5)       | 16.2 (61.2)       | 19.4 (66.9)       | 22.8 (73.0)       | 25.3 (77.5)       | 26.8 (80.2)       | 26.6 (79.9)       | 25.2 (77.4)       | 22.6 (72.7)       | 19.8 (67.6)       | 16.1 (61.0)       | 20.8 (69.4)       |
| 역대 최저 기온 °C (°F)                                                      | −0.1 (31.8)       | −0.2 (31.6)       | 1.4 (34.5)        | 4.7 (40.5)        | 10.0 (50.0)       | 15.6 (60.1)       | 19.5 (67.1)       | 18.9 (66.0)       | 13.5 (56.3)       | 10.2 (50.4)       | 1.1 (34.0)        | 1.8 (35.2)        | −0.2 (31.6)       |
| 평균 강수량 mm (인치)                                                       | 93.8 (3.69)       | 129.4 (5.09)      | 157.8 (6.21)      | 151.4 (5.96)      | 245.2 (9.65)      | 354.6 (13.96)     | 214.2 (8.43)      | 336.5 (13.25)     | 336.8 (13.26)     | 162.6 (6.40)      | 89.3 (3.52)       | 96.9 (3.81)       | 2,368.5 (93.23)   |
| 평균 강수일수 (≥ 0.1 mm)                                                    | 13.6              | 12.0              | 14.1              | 14.5              | 14.5              | 15.7              | 11.8              | 14.6              | 13.8              | 12.8              | 12.5              | 13.1              | 163               |
| 평균 상대 습도 (%)                                                          | 77.2              | 77.8              | 76.1              | 74.9              | 74.7              | 75.3              | 70.2              | 72.1              | 73.9              | 74.4              | 75.0              | 75.9              | 74.8              |
| 평균 월간 일조시간                                                          | 76.1              | 79.3              | 95.1              | 96.9              | 113.6             | 114.8             | 176.9             | 182.8             | 151.7             | 114.7             | 93.3              | 78.6              | 1,373.8           |
| 출처: 중화민국 교통부 중앙기상국 (평년값: 1991년~2020년, 극값: 1896년~현재) |                   |                   |                   |                   |                   |                   |                   |                   |                   |                   |                   |                   |                   |

## 경제

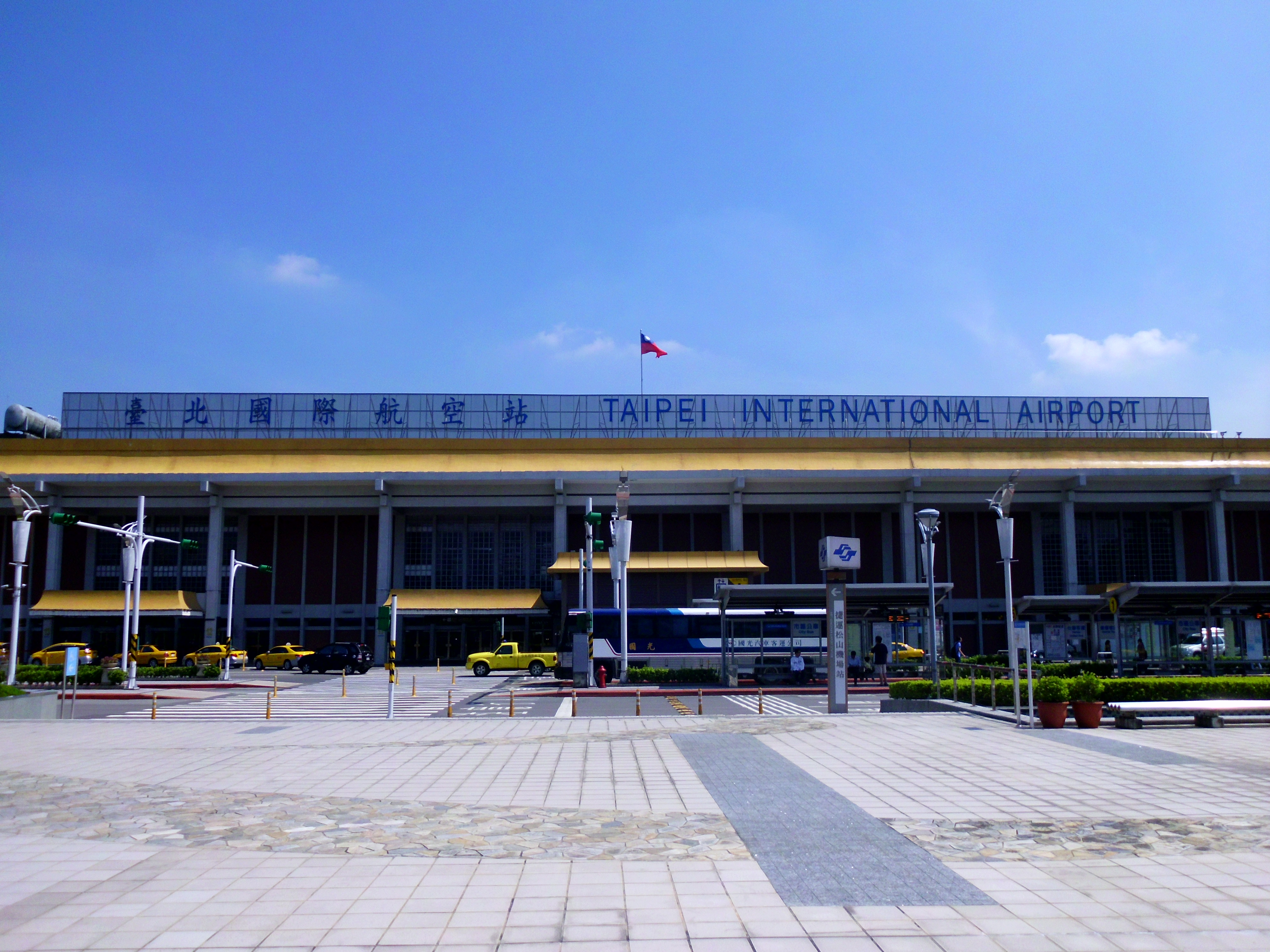
타이베이 쑹산 공항

대만의 수도로서 타이베이는 급격한 경제 개발의 중심지이고 현재 첨단 기술 제품을 생산하는 국제적인 도시의 하나가 되었다. 이른바 '대만의 기적'의 일부로서 타이베이는 1960년대의 외국인 직접투자를 통해 급격한 성장을 보였다. 아시아 금융위기에도 불구하고 매년 5%의 성장을 하였고 사실상의 완전 고용을 이루었으며 물가상승률도 낮다. 2007년에 타이베이의 명목 GDP는 약 1,600억 달러이고 타이페이 도시권의 GDP는 2600억 달러로 세계에서 13위를 기록하였다. 타이베이의 1인당 GDP는 48,400달러로 도쿄(65,453달러)에 이어 두 번째로 높다. 하지만 주변의 도시 및 진과 향을 합치면 1인당 GDP는 25,000달러로 떨어진다.
타이베이와 그 주변 지역은 오랫동안 대만의 2차 산업과 3차 산업의 으뜸가는 공업 지대였다. 중화민국의 섬유와 의류를 생산하는 공장의 대부분이 이곳에 위치해있다. 그 밖의 산업으로 전자제품과 부품, 기계 장비와 유인물, 정밀 설비와 식료품을 생산한다. 상업, 운송, 은행업 등의 서비스업이 점차 중요해지고 있다. 관광업은 그 비중은 작지만 지역 경제에서 중요한 요소의 하나이고 2008년의 해외 방문객 수는 약 300만 명 정도였다.

## 정치·행정
타이베이시와 신베이시(옛 타이베이현)는 중화민국 행정원이 직접 관할하는 직할시인 반면에 지룽시는 타이완성의 일부이다. 타이베이의 시장은 1967년에 직할시가 되면서 국가에서 임명하다가 1994년에 처음으로 직접선거가 치러졌다. 임기는 4년이고 직접투표를 통해 선출된다. 첫 민선시장은 민주진보당의 천수이볜이었다. 마잉주는 1998년과 2002년 두 차례에 걸쳐 시장을 역임했다. 현재의 시장은 2022년에 선출되고  장완안이다. 천수이볜과 마잉주는 모두 중화민국의 총통이 되었다.
지난 10년 간의 선거 결과를 보면 전반적인 타이베이시 선거구의 투표 경향은 다소 국민당 진영으로 기울어져 있었다. 그러나 민주진보당 진영 또한 상당한 지지를 받고 있다.
카이다거란 대도에는 중화민국 총통부와 기타 정부 건물이 위치해있다. 또한 이곳은 총통 취임식이나 국가 기념일 퍼레이드, 다른 나라의 고위직 관리 방문의 환영회, 데모, 축제와 같은 대중 집회가 열리기도 한다.

### 행정 구역

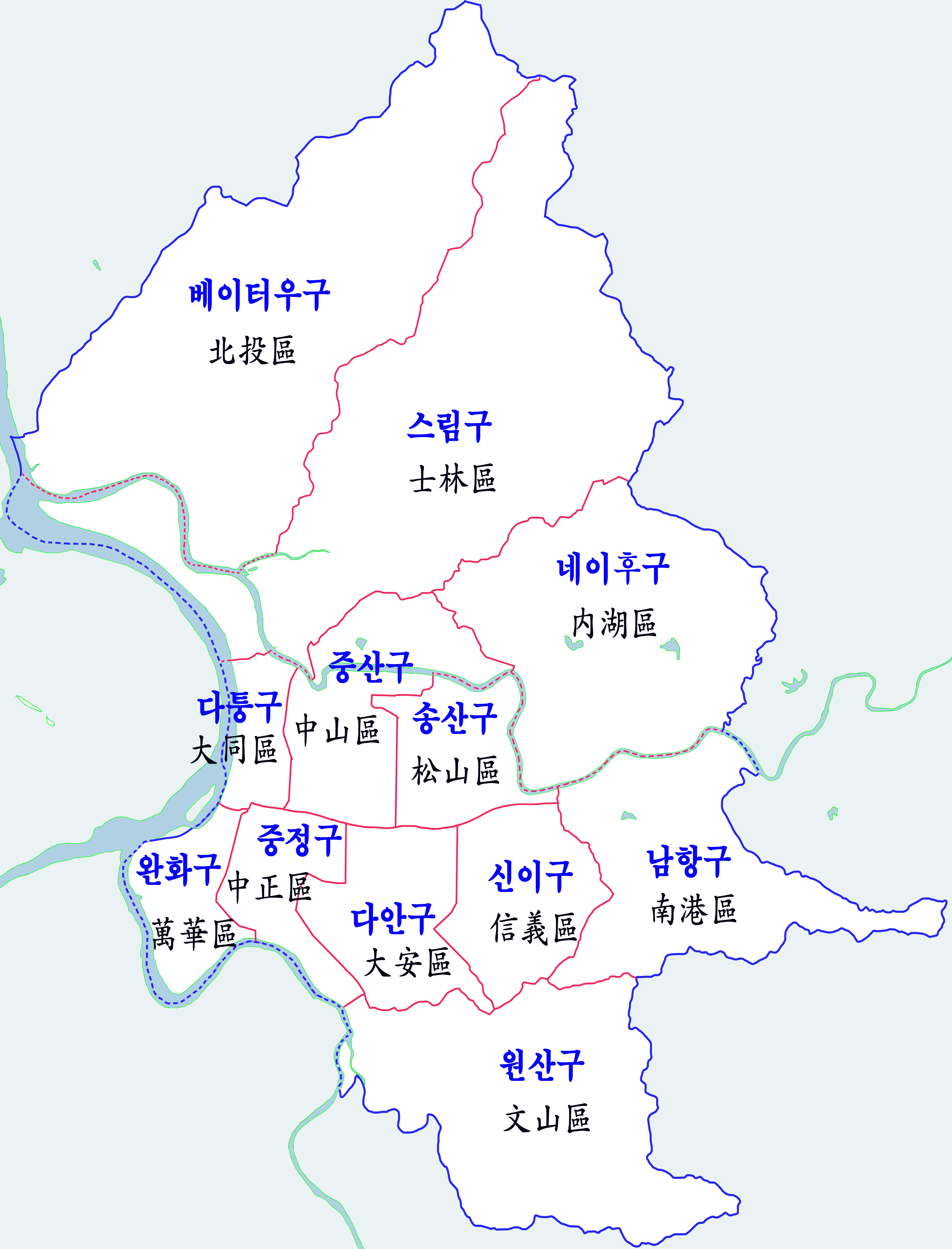
타이베이시의 행정구역

| 구(區)     | 한국어 한자음 | 한자   | 웨이드식    | 한어병음   |
| ---------- | ------------- | ------ | ----------- | ---------- |
| 쑹산구     | 송산구        | 松山區 | Sung-shan   | Sōngshān   |
| 신이구     | 신의구        | 信義區 | Hsin-yi     | Xìnyì      |
| 다안구     | 대안구        | 大安區 | Ta-an       | Dà'ān      |
| 중산구     | 중산구        | 中山區 | Chung-shan  | Zhōngshān  |
| 중정구     | 중정구        | 中正區 | Chung-cheng | Zhōngzhèng |
| 다퉁구     | 대동구        | 大同區 | Ta-t'ung    | Dàtóng     |
| 완화구     | 만화구        | 萬華區 | Wan-hua     | Wànhuá     |
| 원산구     | 문산구        | 文山區 | Wen-shan    | Wénshān    |
| 난강구     | 남항구        | 南港區 | Nan-kang    | Nángǎng    |
| 네이후구   | 내호구        | 內湖區 | Nei-hu      | Nèihú      |
| 스린구     | 사림구        | 士林區 | Shih-lin    | Shìlín     |
| 베이터우구 | 북투구        | 北投區 | Pei-t'ou    | Běitóu     |

## 인구
| 연도 | 인구      | ±%    |
| --- | --------- | ----- |
| 1985 | 2,507,620 | —     |
| 1990 | 2,719,659 | +8.5% |
| 1995 | 2,632,863 | −3.2% |
| 2000 | 2,646,474 | +0.5% |
| 2005 | 2,632,242 | −0.5% |
| 2010 | 2,618,772 | −0.5% |
| 2015 | 2,704,810 | +3.3% |
| Source:“Populations by city and country in Taiwan”. Ministry of the Interior Population Census. 2017년 12월 16일에 원본 문서에서 보존된 문서. 2021년 1월 31일에 확인함. |           |       |

## 교육

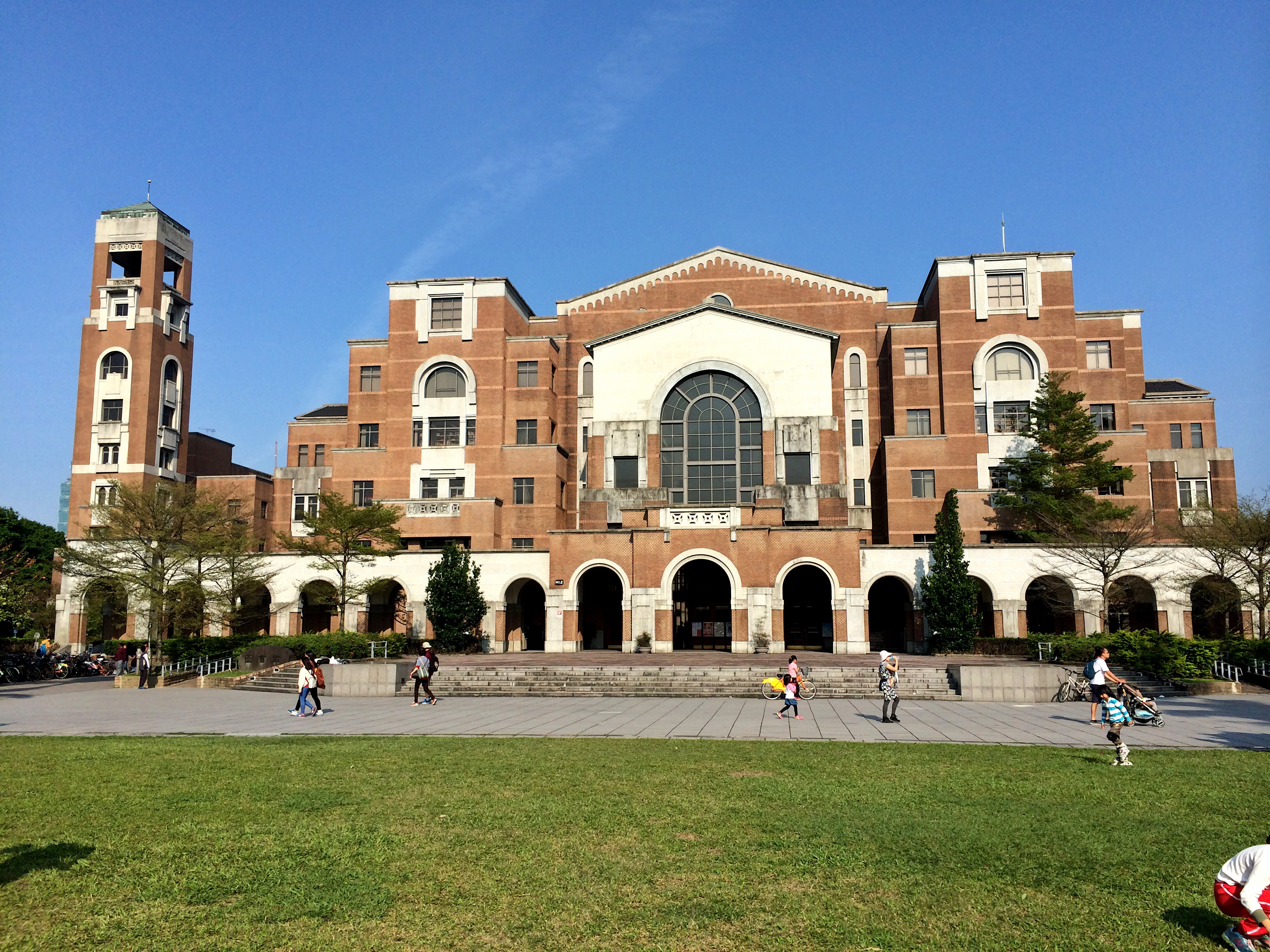
국립 타이완 대학

타이베이에는 20개의 대학 캠퍼스가 있다.
- 국립 타이완 대학
- 국립 정치 대학
- 국립 타이완 사범대학
- 국립 타이베이 대학
- 국립 양밍 대학
- 국립 타이베이 교육대학
- 국립 타이베이 예술대학
- 중국 문화 대학
- 사립 동오 대학
- 쭤잉 대학
- 취난 대학
- 쓰청 대학
- 쉐친 대학
- 가오양 대학
- 이얼싼 대학

## 관광

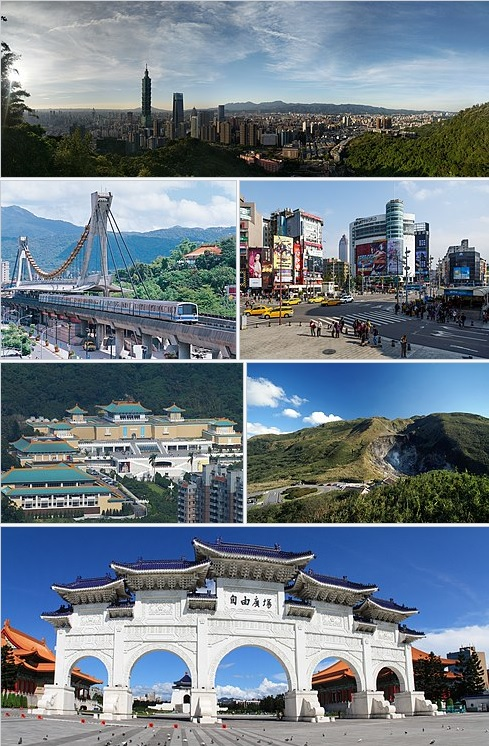

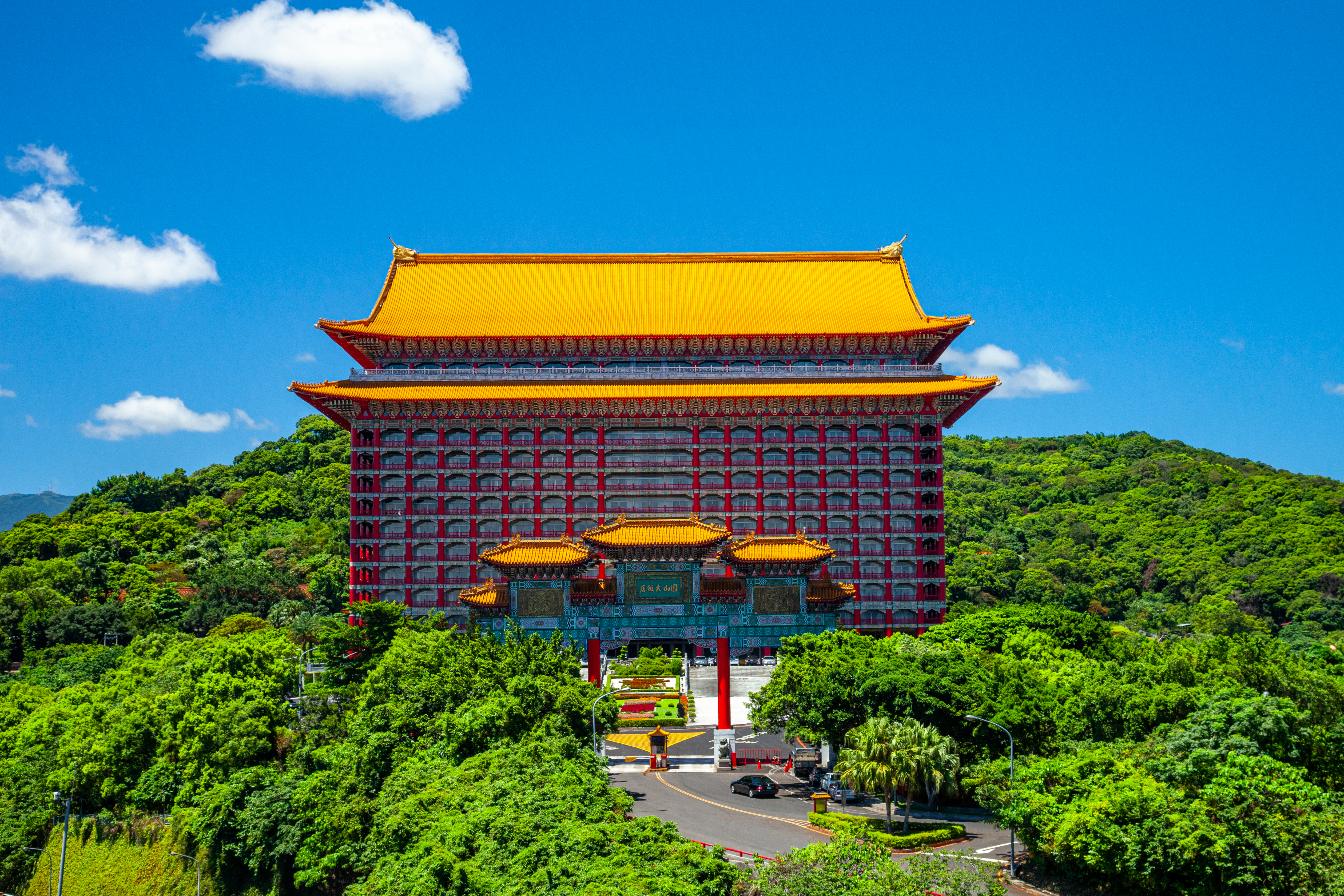
타이베이 그랜드 호텔

타이베이에 있는 대부분의 관광명소는 타이베이 첩운으로 대표되는 편리한 교통망으로 쉽게 접근이 가능하다. 타이베이의 대표적인 명소는 야시장이다. 2007년 대만 관광청 통계에 따르면, 관광객들이 가장 선호하는 여행지 1위는 놀랍게도 유적지나 관광명소가 아닌 야시장이었다. 연평균 20°C가 넘는 기후 탓에 야시장이 활성화될 수밖에 없는 현지 생활문화가 멋진 관광상품으로 승화된 것이다. 타이페이에는 대만 최대규모의 스린 야시장을 비롯해 중형규모의 화시제 야시장, 라오허제 관광 야시장 등의 명물 야시장이 있다. 타이베이에는 101빌딩이나 신꽝미쯔고시 백화점 등 규모 있는 쇼핑몰이 많다. 그리고, 융캉제나 중산역 근처 등에는 작은 부티크나 트렌디한 디자인숍 등이 타이베이 골목골목에 많이 숨어 있다. 그 외에도 시먼딩, 용산사, 중정기념당, 국립고궁박물원, 베이터우 온천, 타이베이 101 등지도 인기있는 관광 명소이다.
타이베이시를 여행하는 여행자들은 대체로 인근 신베이시의 관광지인 진과스, 단수이, 지우펀 등지도 여행 일정에 포함하기도 한다.

## 스포츠

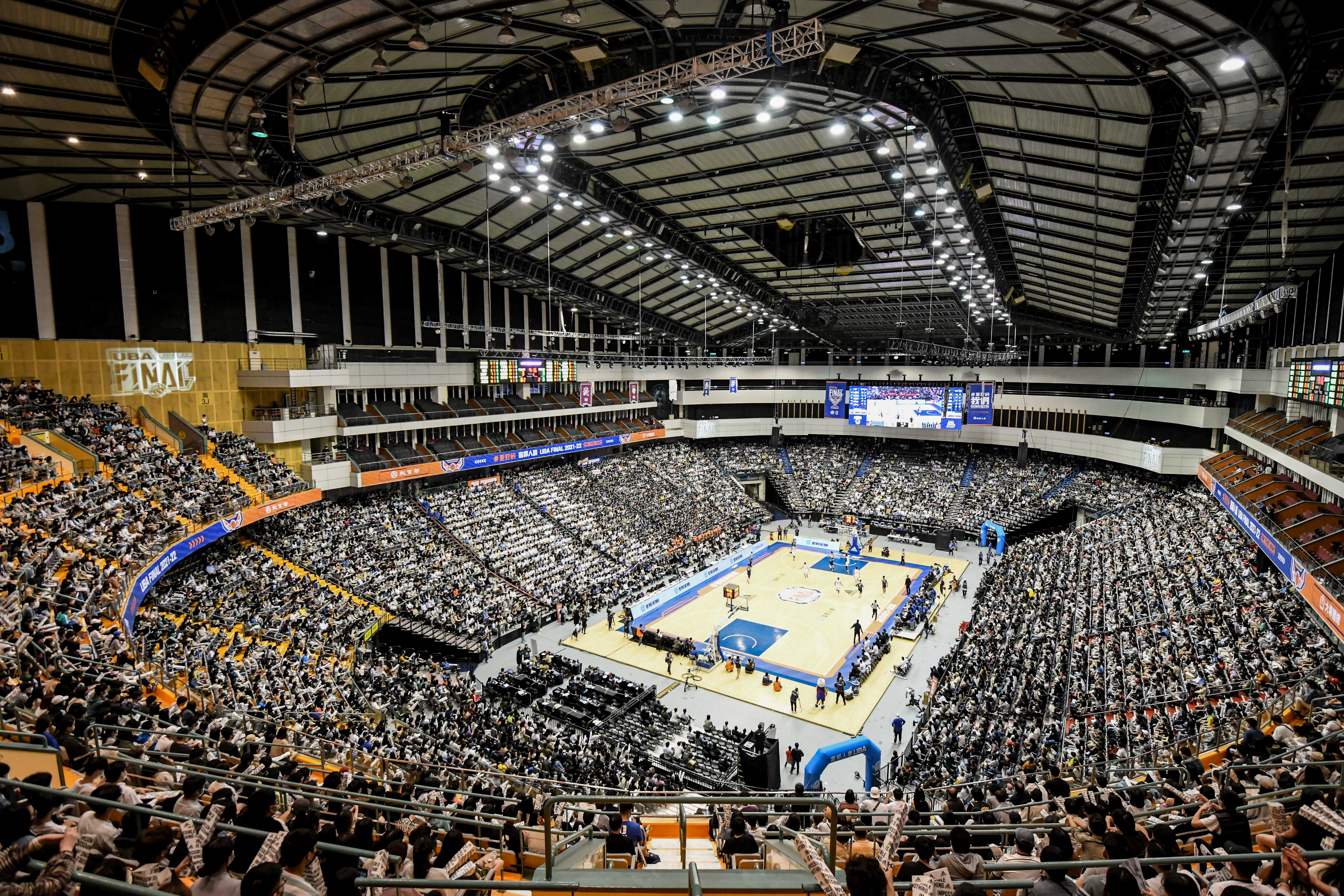
타이베이 경기장

농구와 야구는 타이베이시에서 인기 있는 스포츠이다. 대만의 다른 지역처럼 타이베이에서도 야구가 가장 두드러지고 1960년대 이래로 종종 아시아 야구 선수권 대회와 같은 국제 대회가 열렸다.
대만의 프로야구팀의 하나인 푸방 가디언스의 연고지이지만 홈경기장은 신베이시 신좡구에 있는 신좡 야구장이다. 또한 타이베이에 위치한 실내경기장인 타이베이 아레나는 15,000명을 수용할 수 있다.

## 교통

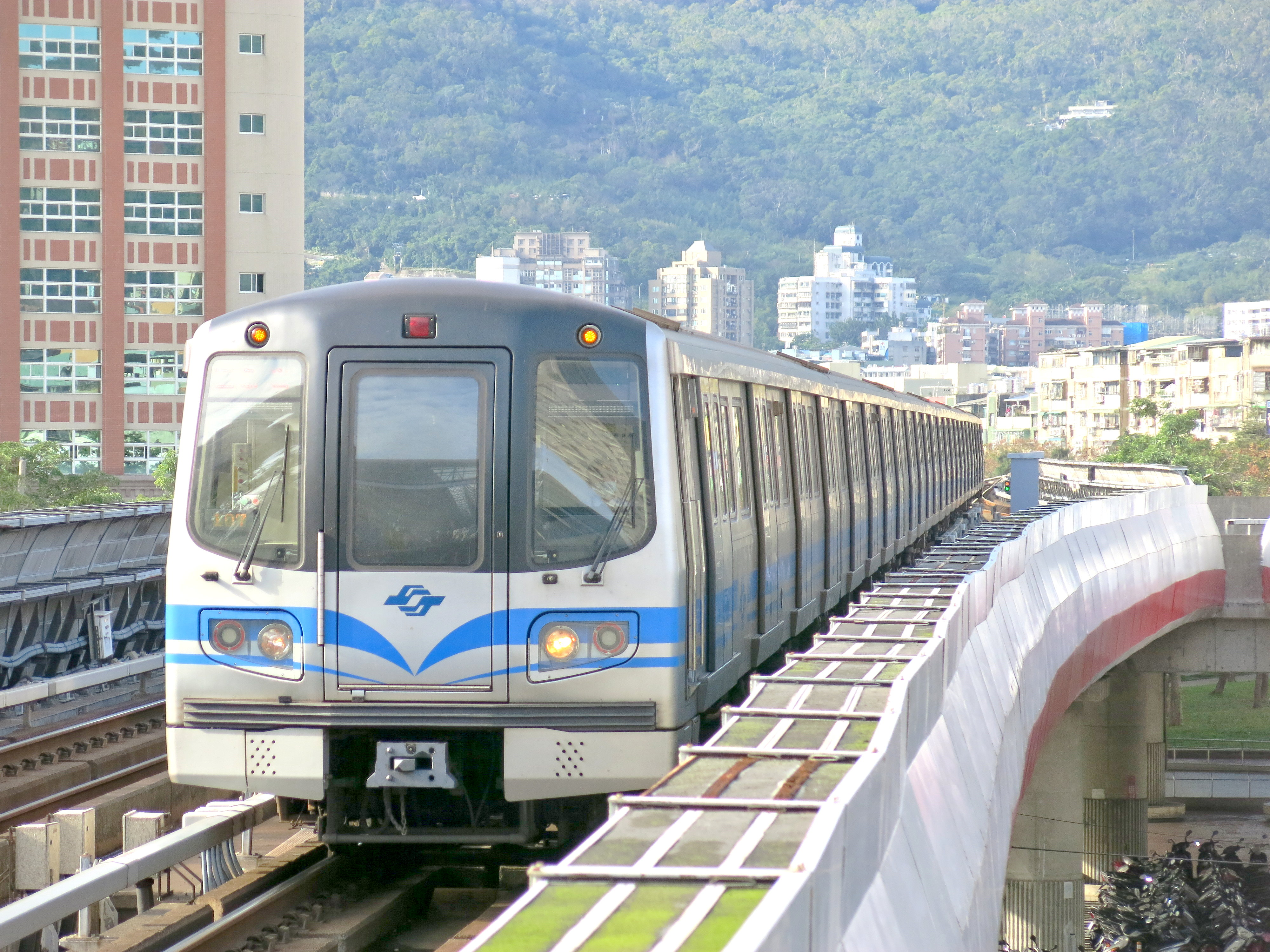
타이베이 첩운

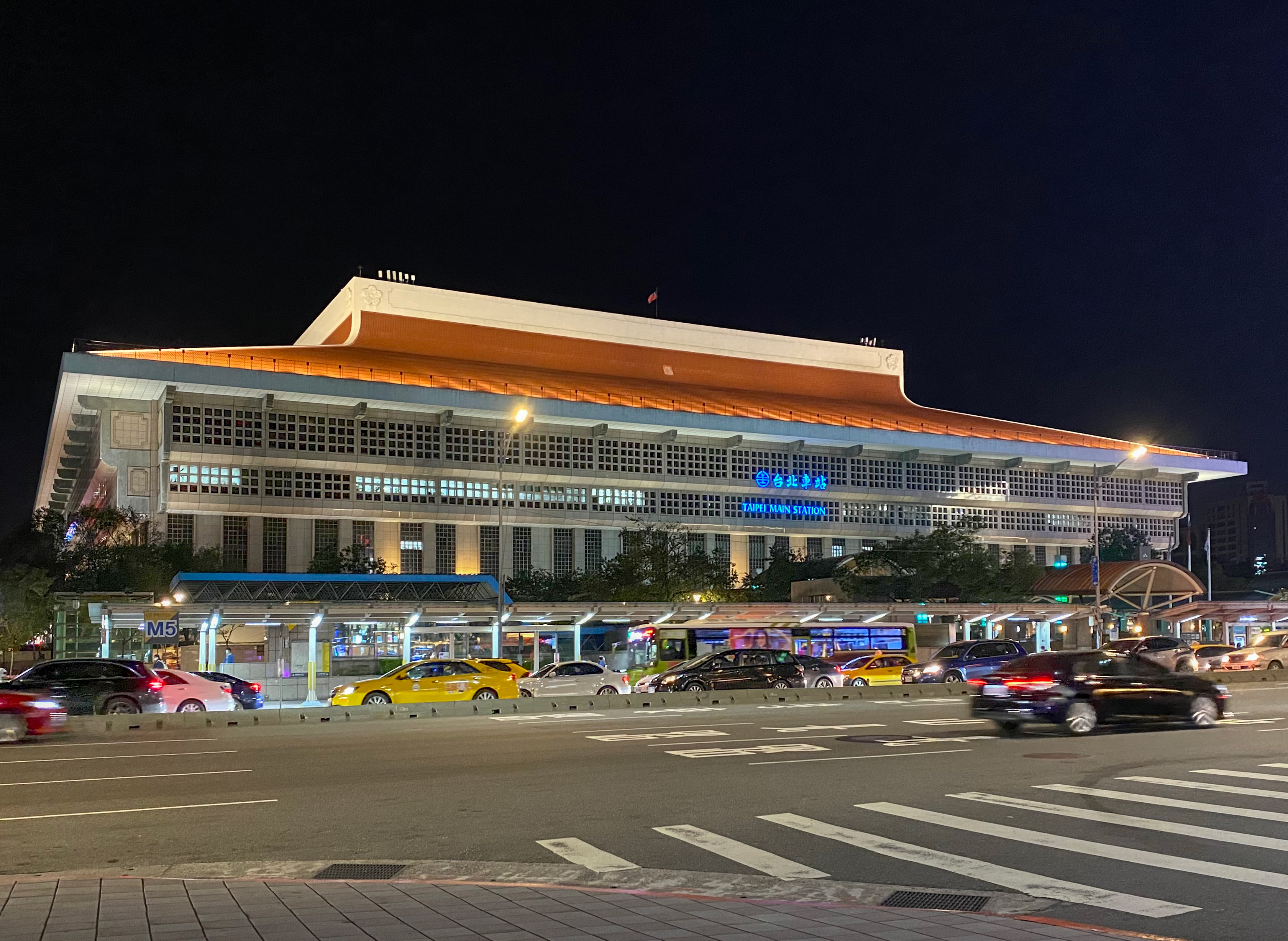
타이베이역

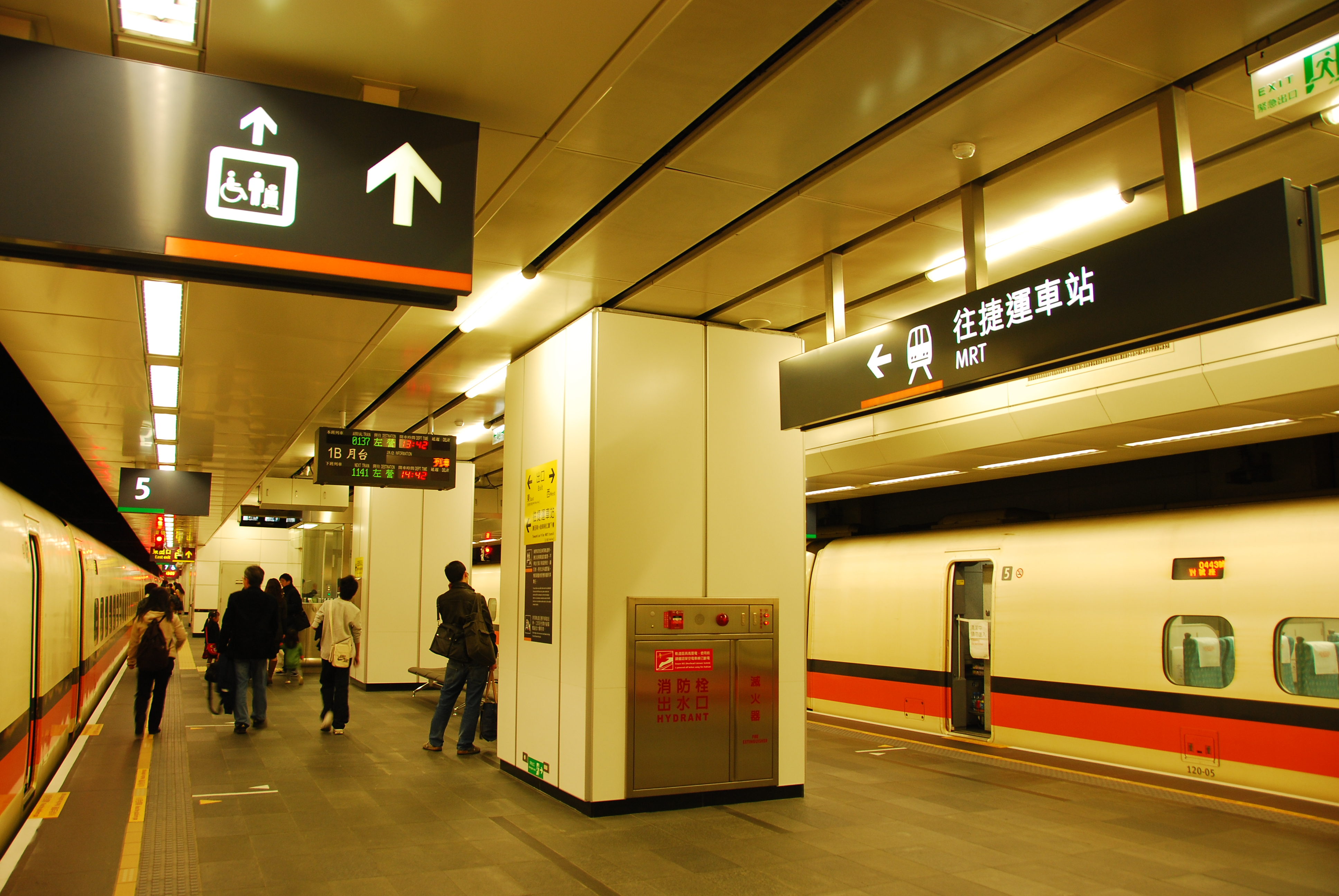
대만 고속철도 타이베이역

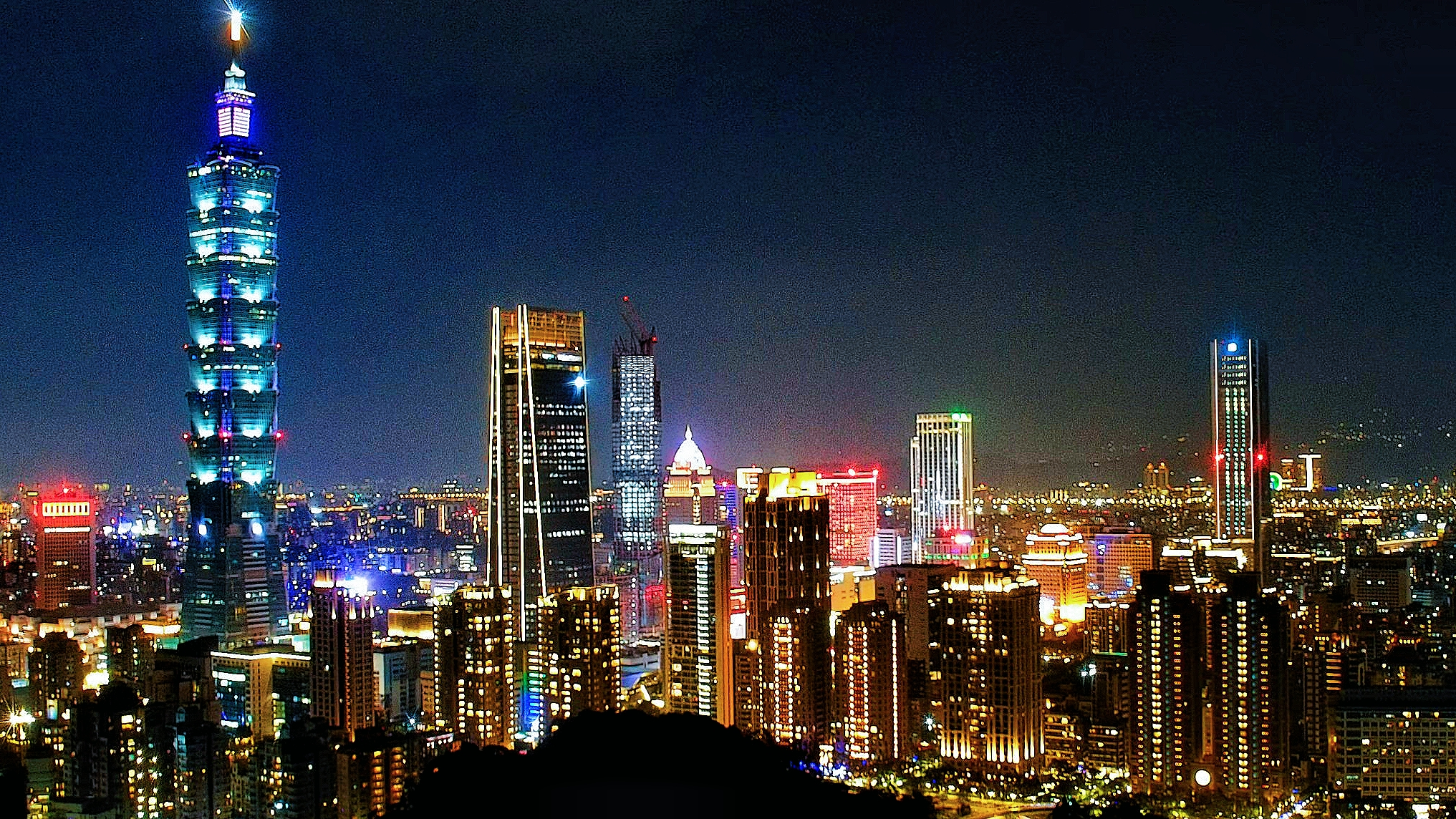
타이베이의 야경

### 항공 교통
1979년 2월 26일 타오위안시 다위안구에 타이완 타오위안 국제공항이 완공되기 전에는 타이베이 쑹산 공항이 국제공항의 역할을 하고 있었다. 현재 쑹산 공항은 대만의 주요 도시를 연결하는 국내선 전용 공항으로 운영되고 있고, 일부 국제선이 셔틀노선으로 개설되어 있다. 2017년 3월 2일 타이완 타오위안 국제공항과 타이베이역을 잇는 타오위안 국제공항 첩운이 개통되어서 타이베이 시내에서 타이완 타오위안 국제공항으로의 접근성이 향상되었다.

### 철도 교통
2007년 타이베이와 가오슝 간에 대만 고속철도가 개통되어 운행 중이다. 타이베이의 지하철인 타이베이 첩운(지하철)은 중국어와 영어로 쓰여진 잘 정돈된 표지판을 갖추고 있어 목적지로 빠르게 이동할 수 있다. 종관선 역은 난강역, 쑹산역, 타이베이역, 완화역이 있으며 지하화 공사가 끝나 모두 지하역이다.

## 자매 도시
| - 대한민국 서울특별시 (1968) - 대한민국 대구광역시 (2010) - 미국 텍사스주 휴스턴 (1961) - 미국 캘리포니아주 샌프란시스코 (1970) - 미국 오하이오주 클리블랜드 (1970) - 대한민국 충청북도 증평군 (1973) - 미국 오하이오주 신시내티 - 미국 인디애나주 인디애나폴리스 (1978) - 미국 텍사스주 마셜 (1978) - 미국 조지아주 애틀랜타 (1979) - 미국 애리조나주 피닉스 (1979) - 토고 로메 (1966) - 필리핀 케손시티 (1968) - 필리핀 마닐라 (1966) - 베냉 코토누 (1967) - 도미니카 공화국 산토도밍고 (1970) - 베트남 호치민 (1968) - 사우디아라비아 지다 (1978) | - 미국 캘리포니아주 로스앤젤레스 (1979) - 미국 오클라호마주 오클라호마시티 (1981) - 남아프리카 공화국 요하네스버그 (1982) - 오스트레일리아 퀸즐랜드주 골드코스트 (1982) - 남아프리카 공화국 프리토리아 (1983) - 온두라스 테구시갈파 (1975) - 코스타리카 산호세 (1984) - 말라위 릴롱궤 (1984) - 프랑스 베르사유 (1986) - 파라과이 아순시온 (1987) - 파나마 파나마시티 (1989) - 니카라과 마나과 (1992) - 엘살바도르 산살바도르 (1993) - 체코 프라하 (1994) - 폴란드 바르샤바 (1995) - 러시아 울란우데 (1996) - 미국 매사추세츠주 보스턴 (1997) | - 미국 텍사스주 댈러스 (1997) - 세네갈 다카르 (1997) - 감비아 반줄 (1997) - 기니비사우 비사우 (1997) - 에스와티니 음바바네 (1997) - 몽골 울란바토르 (1997) - 멕시코 몬테레이 (1997) - 볼리비아 라파스 (1997) - 과테말라 과테말라 시 (1998) - 라이베리아 몬로비아 (1998) - 리투아니아 빌뉴스 (1998) - 마셜 제도 마주로 (1998) - 오스트레일리아 웨스턴오스트레일리아주 퍼스 (1999) - 라트비아 리가 (2001) - 태국 방콕 (2010) - 일본 도쿄도 (2012) - 인도 텔랑가나주 하이데라바드 (2000) |

## 같이 보기
- 가오슝시